# 合面狮水库
合面狮水库位于中国广西壮族自治区贺州市八步区，是一座以防洪为主，兼灌溉、发电等综合利用的大型水库。